# Sacajawea Patera
La Sacajawea Patera è una struttura geologica della superficie di Venere.